# Jaim Orón
Haim "Jumas" Oron (en hebreo: חיים "ג'ומס" אורון‎, nacido el 26 de marzo de 1940) es un político Israelí y antiguo Ministro de Agricultura. Es el actual líder del partido político Meretz, sirviendo además como miembro de la Knéset.

## Biografía
Orón nació en Guivatayim y creció en Ramat Gan. Sus padres emigraron de Polonia antes de la Segunda Guerra Mundial. Su padre fue un trabajador textil y su madre ama de casa. Su apodo de adolescente fue "Jamus" (búfalo de agua) y más tarde , "Jumas".
Orón sirvió en las Fuerzas Aerotransportadas Nahal. Después del ejército, él y su esposa Nili se unieron al kibutz Lahav, donde enseñó en la escuela secundaria y trabajó en varias ramas de la economía del kibutz (avicultura, campos de cultivo, fábrica de embutidos, fábrica de plásticos). Fue miembro del comité del kibutz y ofició como secretario ejecutivo. En 1968, fue secretario del movimiento Hashomer Hatzair y secretario nacional del movimiento de comunidades agrícolas asociadas con Hashomer Hatzair (Kibbutz Artzi) twice.
Orón tuvo cuatro hijos - Irit, Assaf, Yaniv y Oded. Yaniv murió en un accidente de tractor a los cuatro años de edad. A pesar de esto, Orón y su esposa continuaron su vida en el kibutz, y su salario como miembro de la Knesset lo donó al tesoro colectivo.

### Carrera política
Orón fue uno de los fundadores del movimiento Paz Ahora (1978). En 1988, fue elegido como diputado para la Knesset por Mapam el cual en 1992 se unió con el partido político Ratz y Shinui tomando el nombre de Meretz (luego Meretz-Yachad). En la 13a Knesset, fue presidente del Comité de Ética. En la 14a Knesset, fue el líder de Meretz.
Se unió a Haim Ramon en su tentativa para el liderazgo de la Histadrut (principal organización sindical de los trabajadores de Israel), y después de la victoria de Ramon, sirvió como tesorero durante 1995-1996. 
En 1999, Oron fue designado Ministro de Agricultura bajo el gobierno de Ehud Barak. En el 2000, Renunció a la Knesset, pero regresó después de las elecciones legislativas del 2006. 
Después que Yossi Beilin renunció al liderazgo de Meretz, Orón fue elegido presidente del partido. Encabezó la lista partidaria en las elecciones legislativas  del 10 de febrero de 2009, reduciéndose sus escaños a solo tres bancas. El 14 de febrero, 300 miembros del partido firmaron una solicitud exigiendo la renuncia de Oron a la presidencia del partido, mientras una segunda solicitud firmada por otros 400 miembros del partido, incluidos Shulamit Aloni y Yossi Beilin, llamaron a su permanencia en el cargo. Días después, Orón manifestó su decisión de permanecer al frente del partido, argumentando: "Para mi, responsabilidad significa trabajar para el restablecimiento de Meretz".

### Activismo
Oron se ha embarcado en diferentes proyectos para mejorar el bienestar de los beduinos del Néguev, entre ellos el establecimiento de una Planta Purificadora de aguas residuales, una clínica médica y guarderías escolares. Es amigo íntimo de Marwan Barghouti, quien se encuentra en prisión en Israel, cumpliendo cinco condenas a cadena perpetua por actividades terroristas. Qadura Fares, un veterano oficial de Fatah, describe a Orón como un "leal amigo" y un "leal sionista", aunque solícito a los problemas de los palestinos.